# La prima marcia su Roma
(Luciano Canfora)
La prima marcia su Roma è un saggio scritto e pubblicato nel 2007 dallo storico e saggista Luciano Canfora, che nello stesso anno ha scritto Esportare la libertà. Il mito che ha fallito (Arnoldo Mondadori Editore), Su Gramsci (Datanews) e The True History of the So-called Artemidorus Papyrus. Si tratta di uno dei libri più famosi di Canfora, il quale ha ripreso il Res gestae divi Augusti, scritto dall'interessato, Ottaviano Augusto, ed altri testi per ricostruire la sua conquista del potere.
Canfora punta il dito contro Augusto e Cicerone, del quale cita le Filippiche, accusandone la scorrettezza e la mancanza di scrupoli, che ha portato alla morte dei due consoli Vibio Pansa ed Aulo Irzio, partiti nel 43 a.C. per combattere Marco Antonio.

## Testi citati
- Res gestae divi Augusti (Ottaviano Augusto)
- Filippiche (Cicerone)
- Annales (Tacito)
- Guerre civili (Appiano)
- Vite dei Cesari (Svetonio)

## Edizioni
- Luciano Canfora, La prima marcia su Roma, Laterza, 2007,  cap. 8.